# 日本宗教者平和協議会

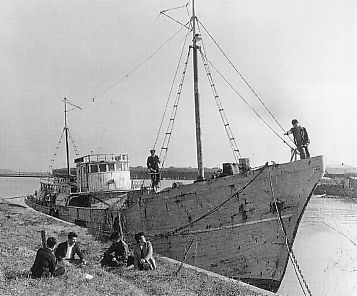
核廃絶運動も実施（写真は第五福竜丸）

座標: 北緯35度42分27.4秒 東経139度46分17.4秒 / 北緯35.707611度 東経139.771500度日本宗教者平和協議会（にほんしゅうきょうしゃへいわきょうぎかい）は、宗教を信仰する者による日本の超宗派の平和運動団体である。略称宗平協（しゅうへいきょう）。

## 概要
信仰を持つ者を「宗教者」と呼び、参加宗教者各々の信仰を尊重しつつ、宗教の違いを超えた「宗教者の良心に基づき世界の平和と人類の幸福に寄与する」ことを目的として式典の開催や運動を行っている。同会によると会員の宗派構成は、仏教・キリスト教・神道・天理教及び新宗教と多岐にわたる。アジア仏教徒平和会議、日本キリスト者平和の会、真宗平和の会も参加。なお、会として宗教活動（特定教派の活動等）を行うものではなく、宗教組織ではない。
「信教の自由と政教分離の確立」、「核兵器の完全禁止と廃絶」、「（自衛隊及び在日米軍）軍事基地の撤去と軍事条約（日米同盟）の撤廃」、「日本国憲法の擁護と平和・民主条項の実現」、「人権の擁護と民主主義の発展」、「環境の保全と回復」、「宗教者の国際連帯の強化」（平和五原則）を掲げている。内閣総理大臣の靖国神社公式参拝には、日本による侵略戦争を肯定し政教分離に反するとして、反対している。
毎年3月1日（ビキニデー）に「故久保山愛吉墓前祭」を実施している他、原水協の原水爆禁止世界大会宗教者集会、日本宗教者平和会議などを開催している。ベトナム戦争中はベトナム宗教者の支援、イラク戦争に際しては自衛隊派兵反対活動を実施した。

### 団体データ
- 所在地：東京都文京区湯島3-37-13 TS第7ビル502
- 会費：年額6,720円
機関誌代金を含む
地方宗平協は別に定める
- 機関誌：「宗教と平和」（月刊）
年額3,720円（送料・税込み）

## 沿革
- 1962年 - 結成
- 1964年 - 第1回「故久保山愛吉氏墓前祭」主催

## 他団体との関係
創価学会・公明党を政教一致であるとして機関誌で批判している。
宗平協との懇談の際日本共産党は、協力共同の発展を期待していると述べている。また、宗平協40周年祝賀会及び45周年懇親会では、同党の書記局長市田忠義が来賓として出席し挨拶した。
2002年宗教者平和会議で基調講演した、日本共産党中央委員兼宗教委員会責任者で宗教学者の日隈威徳は「日本宗平協の発足と40年の運動の歴史は現代宗教史にとって画期的」と評価した。
京都宗平協結成50周年レセプションには、来賓として衆議院議員（日本共産党）の穀田恵二、京都仏教会理事、京都キリスト協議会牧師、京都原水協役員らが参加。
青年向けの組織として、宗教青年平和協議会がある。